# 格率
格率（かくりつ、独:Maxime）とはイマヌエル・カントによって提唱された哲学用語。
1785年に著されたGrundlegung zur Metaphysik der Sittenでは「格率」とは自分の持つ行為規則と定義された。この格率の普遍化が可能であったならば自分は道徳的であるということになる。そして普遍化可能な格率はそれが法則として成り立ち、それは全員がその法則に従うという形で秩序が形成されると考えられるような行為規則である。